# Cantón de Le Beausset
El cantón de Le Beausset era una división administrativa francesa, que estaba situada en el departamento de Var y la región de Provenza-Alpes-Costa Azul.

## Composición
El cantón estaba formado por seis comunas:
- La Cadière-d'Azur
- Le Beausset
- Le Castellet
- Riboux
- Saint-Cyr-sur-Mer
- Signes

## Supresión del cantón de Le Beausset
En aplicación del Decreto nº 2014-270 de 27 de febrero de 2014, el cantón de Le Beausset fue suprimido el 22 de marzo de 2015 y sus 6 comunas pasaron a formar parte del nuevo cantón de Saint-Cyr-sur-Mer.